# Мала Горожанна
Мала́ Горожанна (також Мала́ Горожанка) — село в Україні, у Стрийському районі Львівської області. Населення становить 672 особи. Орган місцевого самоврядування — Миколаївська міська рада.

## Назва
У 1989 р. селу Мала Горожанка було повернено історичну назву Мала Горожанна.

## Історія
Село згадується 21 серпня 1453 р.
У податковому реєстрі 1515 року в селі документується піп (отже, уже тоді була церква) і 3 лани (близько 75 га) оброблюваної землі.
Першими жителями Малої Горожанни були німці-шеоніти — представники протестантської секти, яка сформувалась в Європі в кінці XVI на початку XVII ст. Переслідувані властями, вони йшли на схід і оселялись тут колоніями.
Населення Малої Горожанни у 1881 році становило 399 чол., з них було 372 українці, 2 поляки і 25 євреїв. В селі була однокласна школа та монастир, заложений певно тоді, коли Горожанна була містом. Про нього майже нічого не відомо. Монастир мав церкву св. Миколи, яка була наново розписана і реставрована в 1720 році, збереглася вона разом із дзвіницею.

## Сучасність
Село належить до Миколаївської міської громади.

## Пам'ятки

### Дерев'яна церква Святого Миколи
Дерев'яна церква Святого Миколи — пам'ятка архітектури національного значення, знаходиться на східній околиці села, біля головної дороги. Найдавніші згадки про неї походять з 1515 р. Існуюча дерев'яна церква збудована як монастирська у 1688 (1682) р. Після ліквідації монастиря перебудована у 1746 р. (за іншими даними — у 1720 р.).

## Відомі уродженці
- Бай Іван Іванович (1987—2023) — сержант Збройних сил України, учасник російсько-української війни.
- Гринів Олег Іванович (1940) — український поет, доктор філософських наук, професор.
- Теофіл Грушкевич (1846–1915) — український педагог та громадський діяч, активний учасник національно-культурного руху на Покутті.